# Glenea paracarneipes
Glenea paracarneipes là một loài bọ cánh cứng trong họ Cerambycidae.